# Oleh Hussjew
Oleh Anatolijowytsch Hussjew (ukrainisch Олег Анатолійович Гусєв; * 25. April 1983 in Stepaniwka, Ukrainische SSR) ist ein ukrainischer Fußballspieler.

## Karriere
Hussjews Laufbahn als Profi-Fußballer begann 2002 bei Arsenal Kiew. Bereits ein Jahr später wechselte er zu Dynamo Kiew. In der Saison 2007/08 war er einer der besten Spieler Kiews und erzielte zwei Tore in 20 Spielen. Am Ende dieser Saison zog er sich eine langwierige Knieverletzung, die ihn für fast ein ganzes Jahr spielunfähig machte. Erst im März 2009 konnte er wieder für Kiew auflaufen.
Hussjew spielt seit 2003 für die ukrainische Nationalmannschaft und wurde vom ukrainischen Nationaltrainer Oleh Blochin in den 23-köpfigen Kader für die Fußball-WM 2006 berufen, wo er in jedem der fünf Spiele auflief.

## Sonstiges
In Deutschland wird sein Name Oleg Gusev ausgesprochen.
Am 30. März 2014 stieß Hussjew im Spiel Dynamo Kiew gegen Dnipro Dnipropetrowsk nach einem Freistoß mit dem Torwart der gegnerischen Mannschaft, Denys Bojko zusammen. Dabei verschluckte Hussjew seine Zunge, wodurch er zu ersticken drohte. Dnipros Mittelfeldspieler Jaba Kankawa reagierte sofort, zog Hussjews Zunge aus seinem Rachen und rettete ihm damit wahrscheinlich das Leben.

## Erfolge
- Ukrainischer Meister: 2004, 2007, 2009, 2015, 2016
- Ukrainischer Pokal: 2005, 2006, 2007, 2014, 2015
- Ukrainischer Superpokal: 2004, 2006, 2007, 2009, 2011
- Pokal Erster Kanal: 2008
- Teilnahme an einer WM: 2006 (5 Einsätze)
- Bester Spieler der ukrainischen Liga 2005
- Fußballer des Jahres in der Ukraine: 2007